# Зайцев, Николай Федотович
Николай Федотович Зайцев — советский военный деятель, генерал-майор авиации.

## Биография
Родился 1 августа 1917 года в Городне. Член КПСС.
С 1935 года — на военной службе, общественной и политической работе. В 1935—1995 гг. — сержант Воздушно-десантных войск, курсант школы военных лётчиков, лётчик авиационных частей Киевского особого военного округа, участник советско-финской войны, участник Великой Отечественной войны, заместитель командира 228-го авиационного транспортного полка, командир 228-го смешанного авиационного полком в Австрии, командир 334-го Берлинского авиационного полка 281-й авиационно-транспортной дивизии, заместитель командира 3-й гвардейской транспортно-десантной дивизии, командир 3-й гвардейской Смоленской орденов Суворова и Кутузова II степени военно-транспортной авиационной дивизии, председатель Витебского областного Совета ветеранов Витебской области.
Почётный гражданин города Витебска (28.07.1977).
Избирался депутатом Верховного Совета Белорусской ССР/Белоруссии 12-го созыва (1990—1995).
Умер 23 ноября 2003 года в Витебске.